# Nymphaea ampla
Espèce
Classification phylogénétique
Nymphaea ampla, le lotus blanc, parfois appelé le lis d'eau tacheté, est une espèce de plantes à fleurs de la famille des Nymphaeaceae. C'est une plante aquatique que l'on le retrouve du Texas, au Mexique, dans les Caraïbes, jusqu'en Amérique centrale et du Sud.

## Description
Les élégantes grandes fleurs blanches parfumées sont maintenues bien au-dessus de l'eau au bout d'une tige verte vigoureuse et apparaissent presque constamment du printemps jusqu'à la fin de l'été. Elles sont bisexuées, en forme d'étoile et régulières avec 4 sépales, verts sur l'extérieur avec beaucoup de pétales blancs. C'est un des lis d'eau le plus généreux en floraison ayant fréquemment jusqu'à une demi-douzaine de fleurs ouvertes un seul jour.
Les rhizomes épais sont non ramifiés, droits, ovoïdes et sans stolons. Les lames de feuille sont vertes avec les bords pourpre doux, souvent tachetées et les feuilles inférieures sont rougeâtres. Elles sont d'ovales à presque à rondes, environ 15-45 centimètres de diamètre, avec des marges dentelées et des veinures en rayon centraux vers l'avant plutôt qu'en forme de toile d'araignée, et une surface glabre.
Les fleurs sont émergées, de 7-18 centimètres de diamètre, avec ouverture et fermeture journalière, et seulement les sépales et les pétales extérieurs placés en une spirale distincte de 4. Les sépales sont verts, tachés de stries foncées courtes et faiblement veinés. Il y a entre 12-21 pétales blancs pointus par fleur, avec de 50-190 étamines jaunes placées autour d'un disque central jaune de 3 millimètres de diamètre. Les graines sont de globuleuses à ellipsoïdes, avec des rangées longitudinales de papilles très fines. Nymphaea ampla peut fleurir toute l'année dans les climats chauds.
Zones de robustesse : 4-11 (- 32c/-25f, 4c/40f). Tous les lotus sont bons pour n'importe quel secteur géographique s'ils sont plantés et commencés dans l'eau tiède. Ils ne se développeront que lorsque l'eau atteindra 70 degrés F. Prenez note qu'une fois établis, ils sont très envahissants et les racines s'insinuent partout si elles ne sont pas contenues dans un grand pot. Ne les enterrez pas directement dans votre gravier ou fond d'étang. En commençant les plantes à l'intérieur on peut obtenir des fleurs la même année. Mais, le plus souvent un lotus est un type de plante qui fleurira dans sa seconde année. SOIN D'HIVER DU LOTUS : le pot doit être à seulement 12 pouces sous l'eau. Ne coupez pas toutes les tiges mortes car elles fournissent de l'oxygène au système de racines. C'est tout ce que vous devez faire. Le lotus blanc peut être trouvé dans les fossés, canaux, étangs, et marges de marée d'eau douce, à une altitude de 0-350 m.